# 黑海低地

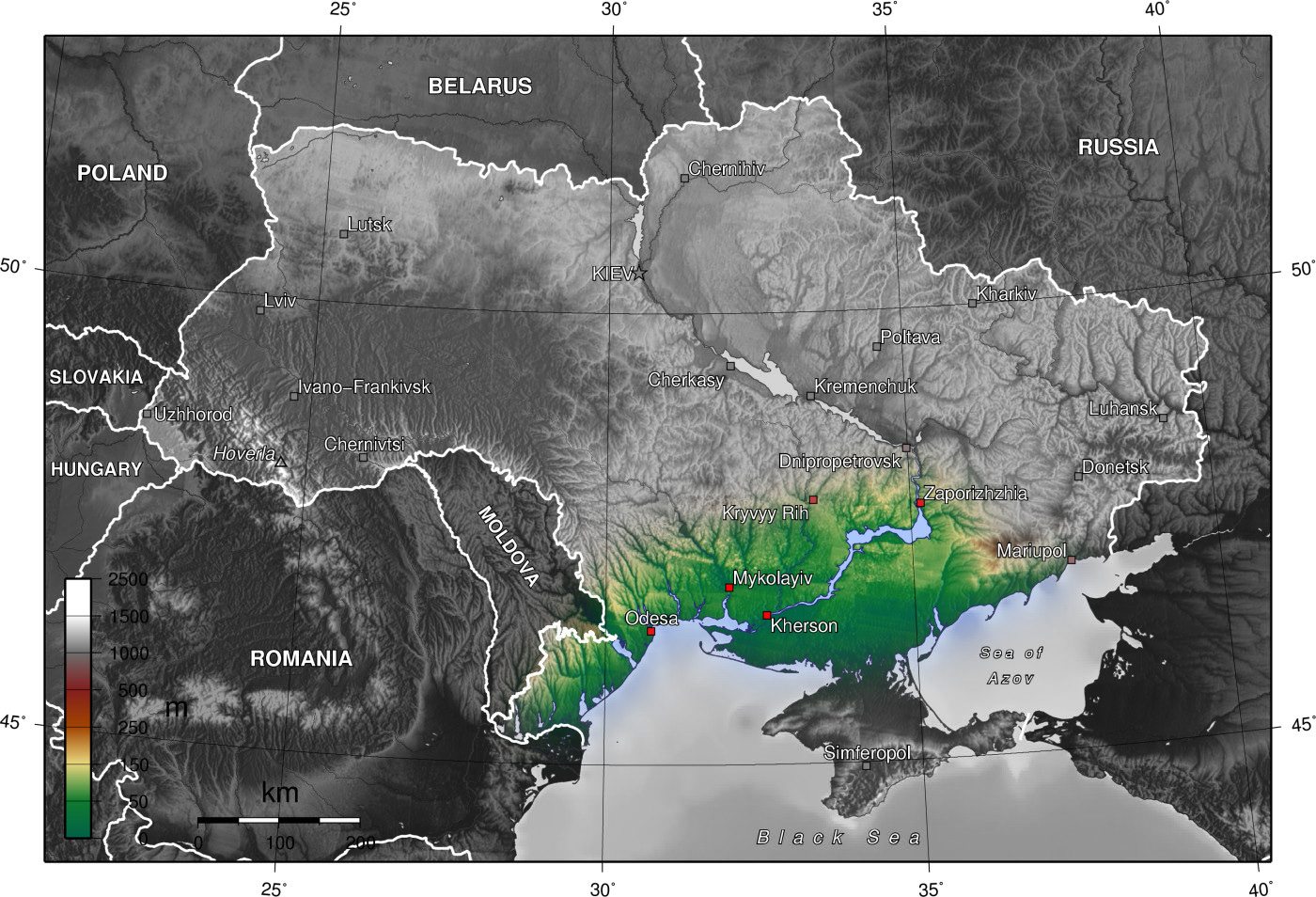

黑海低地是烏克蘭和摩爾多瓦南部的低地，毗鄰黑海和亞速海，屬於東歐平原的一部分，平均海拔高度90至150米，最高點海拔高度1,502米。